# Białczyk
Białczyk (niem. Neu Balz) – wieś w Polsce położona w województwie lubuskim, w powiecie gorzowskim, w gminie Witnica.
W obecnym kształcie powstała w 1945 r. i składa się z kilku dawnych, odrębnych miejscowości. Nazwę miejscowości ustaliła poznańska komisja powołana do spolszczenia nazw niemieckich w Dolinie Dolnej Odry, zatwierdzając ją 8 listopada i ogłaszając w Poznańskim Dzienniku Wojewódzkim z 1945 r. w numerze 12. Wówczas nazwa odnosiła się jedynie do Neu Balz.
W latach 1975–1998 miejscowość administracyjnie należała do województwa gorzowskiego.